# 摺沢町
摺沢町（すりさわまち）は、昭和30年（1955年）まで岩手県東磐井郡にあった町。現在の一関市大東町摺沢にあたる。

## 地理
- 河川：砂鉄川、興田川

## 沿革
- 明治22年（1889年）4月1日 - 町村制施行にともない、旧来の摺沢村単独で村制施行。
- 昭和15年（1940年）11月10日 - 町制施行し、摺沢町となる。
- 昭和30年（1955年）4月1日 - 大原町・興田村・猿沢村・渋民村と合併し、大東町となる。

## 行政
- 歴代村長

| 代 | 氏名       | 就任                      | 退任                      | 備考 |
| -- | ---------- | ------------------------- | ------------------------- | ---- |
| 1  | 小原吉四郎 | 明治22年（1889年）5月22日 | 明治26年（1893年）5月17日 |      |
| 2  | 小原直人   | 明治26年（1893年）5月18日 | 明治30年（1897年）4月13日 |      |
| 3  | 加藤杢兵衛 | 明治30年（1897年）4月14日 | 大正5年（1916年）8月7日   |      |
| 4  | 和賀治郎吉 | 大正5年（1916年）8月23日  | 大正13年（1924年）9月8日  |      |
| 5  | 小原正治郎 | 大正13年（1924年）9月30日 | 昭和7年（1932年）10月3日  |      |
| 6  | 小原与一郎 | 昭和8年（1933年）1月31日  | 昭和9年（1934年）5月21日  |      |
| 7  | 小原亮一   | 昭和9年（1934年）11月12日 | 昭和15年（1940年）11月9日 |      |

- 歴代町長

| 代 | 氏名       | 就任                       | 退任                       | 備考         |
| -- | ---------- | -------------------------- | -------------------------- | ------------ |
| 1  | 小原亮一   | 昭和15年（1940年）11月10日 | 昭和17年（1942年）11月21日 | 村長より留任 |
| 2  | 小原享二郎 | 昭和17年（1942年）12月29日 | 昭和21年（1946年）11月19日 |              |
| 3  | 菊池隆一   | 昭和22年（1947年）4月6日   | 昭和26年（1951年）3月5日   |              |
| 4  | 及川芳一郎 | 昭和26年（1951年）4月23日  | 昭和30年（1955年）3月31日  |              |

## 交通
- 国鉄大船渡線：摺沢駅